# Юдіта (поема)
Джудіта - епічна поема, написана «батьком хорватської літератури» Марко Маруличем у 1501 році.

## Історія видання
Мароко Марулич закінчив поему 22 квітня 1501 року . Вона була опублікована тричі за життя Марулича. Перше видання було організоване Петром Шричичем зі Спліта і надруковане у Венеції Гульєльмо да Фонтането 13 серпня 1521 року, тобто через 20 років після його написання. Один збережений примірник першого видання зберігається у Mala braća Францисканській бібліотеці в Дубровнику, а друга - в бібліотеці родини Задар Паравії, яка сьогодні є частиною Наукової бібліотеки Задара.
Друге видання було відредаговано задарським бібліотекарем Єролімом Мірковичем, опубліковане 30 травня 1522 року. Ілюстроване дев'ятьма гравюрами на дереві із зображеннями сцен війни. Дев'ята ксилографія підписана літерою М, і тому припускали, що автором ксилографії був сам Марулич. Третє видання було надруковано 29 січня 1522 року для дубровницького бібліотекаря Якомо ді Негрі. Єдина збережена копія цього видання зберігається в Баварській державній бібліотеці в Мюнхені.

## Тематика
Текст знайшов свою читацьку аудиторію не лише у Спліті, де на той час було щонайбільше 200 грамотних громадян, а й в інших далматинських центрах. Поема вміщує  2126 дванадцятискладових рядків з цезурами після шостого складу. Мовна основа книги - роздвоєне чакавське мовлення та щокавська лексика,глаголичний оригінал легенди; робота, таким чином, передбачає єдність хорватської мови.
«Джудіта » Марулича не має жодного з декоративних епітетів, характерних для народних епосів. Джудіт цікава як пам’ятка культури, так і своєю композицією. Вибір авторкою теми свідчить про те, що вона привілейовувала літературну структуру (сюжет, драму) матеріалу і лише тоді розглядала моралістичний підтекст.
Тематично Джудіта розглядає історію вдови Джудіти, яка своїм героїчним вчинком - передбачуваною зрадою, спокушанням та вбивством ассирійського полководця Олоферна - рятує місто Бетулію. Не випадково Марулич обрав історію Біблійної Джудіт для літературної обробки. Поема має політичну і моральну вагу, Джудіта задумана як зразок довіри до Бога та до вічної справедливості.

## Сюжет

### Перша книга
У першій книзі описується вавилонський правитель Навуходоносор II, який підкорив Сирію та Палестину. Він убив Арпахшада, хоче керувати світом. Навуходоносор посилає свого генерала Олоферна завоювати якомога більше земель, тероризуючи жителів.

### Друга книга
Військова кампанія Олоферна, що охоплює багато країн, нарешті приводить його до Ізраїлю. Люди в жаху моляться Богові про порятунок.

### Третя книга
Олоферн обкладає Бетулію, перекриваючи водопостачання міста. Після довгих труднощів керівники міста вирішують здатися, але герцог Озія просить євреїв терпіти ще п’ять днів, чекати спасіння Бога.

### Четверта книга
Джудіт, вдова Менасія, молиться Господу і разом з Абра, невільницею, тієї ж ночі тікає з міста. Бог дарує надзвичайну вроду, яку вона використає для спокуси Олоферна.

### Книга п’ята
Олоферн запрошує Джудіт на вечерю у своєму наметі. На четвертий день фестивалю п'яний Олоферн засинає. Джудіт відрізала йому голову і встановила її на міські ворота на очах своїх людей. Вони в жаху тікають.

### Шоста книга
Шоста книга описує події в Єрусалимі після відходу армії Олоферна. Первосвященик Еліаким приїжджає зі своїми священиками, щоб побачити Джудіт. Вона виїжджає до Єрусалима і повертається через три місяці. Вона ніколи не виходить заміж, і на землі є мир, поки вона живе. Після її смерті громадяни оплакують її сім днів.

## Переклади
Джудіта була перекладена на стандартну хорватську мову в 20 столітті: в 1969 році Іван Сламніг опублікував прозовий переклад першого розділу, а в 1983 році Марко Грчич видав книгу, що містить весь переклад із вбудованим порівнянням з оригінальним текстом. Нікіца Колумбіч опублікував ліричний переклад першого розділу в 1971 р., а завершив переклад у 1985 р. 